# Ewald Ährling
Johan Erik Ewald Ährling, född 18 september 1837 i Stockholm, död 5 april 1888 i Arboga, var en svensk skolman och Linnéforskare. 
Han var son till kyrkoherden i Huddinge församling Gustaf Erik Ährling och Josefina Åbom. Släkten härstammar från Ärla i Södermanland, varifrån namnet är bildat. Ewald Ährling promoverades till filosofie doktor vid Uppsala universitet 1872 på avhandlingen Studier i den Linnéanska nomenclaturen och synonymiken, där han markerar vikten av att alla efterlämnade handskrifter av Linné skulle uppspåras och förtecknas. Han var amanuens vid Uppsala universitets botaniska trädgård 1863–1867 och därefter fram till sin död kollega vid elementarläroverket i Arboga.
Sin betydande gärning har Ährling jämte  Thore M. Fries utfört som en av den svenska Linnéforskningens banbrytare, med början redan i doktorsavhandlingen. År 1878 publicerade han Några av de i Sverige befintliga Linnéanska handskrifterna. Han utgav 1873 manuskriptet till Linnés Flora Dalekarlica. Han bedrev 1881 studier i Linnæan Society i London kring Linnés litterära kvarlåtenskap och utgav kritiska editioner av en rad av Linnés dittills ej publicerade manuskript och brev. Han väckte det förslag som 1879 ledde till att svenska staten av Carl von Linnés ättlingar inköpte dennes gård Hammarby i Danmarks socken för att  sätta denna istånd som ett Linnémuseum i den autentiska miljön. Han utgav ett stort antal vetenskapliga skrifter om Linné och linnéanerna, bland vilka märks Carl von Linnés svenska arbeten 1–2 (1879–1879) och Carl von Linnés ungdomsskrifter 1–2 (1888–1889).